# Панталовичі
Панталовичі (пол. Pantalowice) — село на Закерзонні в Польщі, у гміні Каньчуга Переворського повіту Підкарпатського воєводства.
Населення — 1169 осіб (2011).

## Історія
Село Панталовичі згадується в 1589 р. в податковому реєстрі, входило до Перемишльської землі Руського воєводства. Надалі внаслідок півтисячоліття латинізації та полонізації українці лівобережного Надсяння опинилися в меншості.
Відповідно до «Географічного словника Королівства Польського» в 1884 р. Панталовичі знаходились у Ланцутському повіті Королівства Галичини і Володимирії, було 175 будинків і 948 жителів, з них 910 римо-католиків, 4 греко-католики і 34 юдеї. Греко-католики належали до парафії Кречовичі Каньчуцького деканату Перемишльської єпархії.
Українці в селі фіксуються шематизмами до Першої світової війни.
У 1975-1998 роках село належало до Перемишльського воєводства.

## Демографія
Демографічна структура станом на 31 березня 2011 року:
|          | Загалом | Допрацездатний вік | Працездатний вік | Постпрацездатний вік |
| -------- | ------- | ------------------ | ---------------- | -------------------- |
| Чоловіки | 562     | 121                | 360              | 81                   |
| Жінки    | 607     | 125                | 307              | 175                  |
| Разом    | 1169    | 246                | 667              | 256                  |

## Зовнішні посилання
- Łopuszka Mała i Wielka // Słownik geograficzny Królestwa Polskiego. — Warszawa : Druk «Wieku», 1884. — Т. V. — S. 727. (пол.)

| Підкарпатське воєводство | Це незавершена стаття про Підкарпатське воєводство. Ви можете допомогти проєкту, виправивши або дописавши її. |